# Spiegl Anna
Spiegl Anna (Kecskemét, 1988. december 6. –) magyar színésznő, bábszínésznő.

## Életpályája
A helyi Katona József Gimnáziumban érettségizett. Érettségi után egy évig Szegeden esztétikát hallgatott. 2008–2013 között a Színház- és Filmművészeti Egyetem hallgatója volt, bábszínész szakon. 2013-tól a Budapest Bábszínház tagja, ahol gyakorlatát is töltötte.

## Fontosabb színházi szerepei
- Kála – Wilhelm Hauff-Markó Róbert: A kis Mukk (rendező: Csató Kata)
- Hajnali csillag peremén (rendező: Tengely Gábor)
- Otília – Kolozsi Angéla: Unokák a  polcon (rendező: Schneider Jankó)
- Egyik kislány, Zápfog Janka – Caryl Churchill: Az iglic (rendező: Tengely Gábor)
- Kivi – Daniel Danis: Kivi (rendező: Gáspár Ildikó)
- Oidipusz-karantén (rendező: Veres András)
- Citrom hercegnő – Gianni Rodari-Khaled-Abdo Szaida: Hagymácska (rendező: Veres András)
- Gruse Vacsnadze -  Bertolt Brecht-Paul Dessau: A kaukázusi krétakör (rendező: Vidovszky György)
- Amarilla – Lázár Ervin: A legkisebb boszorkány (rendező: Lengyel Pál, felújítás: Kuthy Ágnes)
- Sally Bowles/Schatzie Kost – Masteroff-Kander-Ebb: Kabaré (rendező: Alföldi Róbert)
- Agnes Aarne – Janne Teller–Gimesi Dóra: Semmi (rendező: Hoffer Károly)
- Kar – Szálinger Balázs: Fehérlófia (rendező: Veres András)
- Királylány – Szálinger Balázs: A csillagszemű juhász (rendező: Markó Róbert)
- Toinette, szolgálólány – Molière: A képzelt beteg (rendező: Alföldi Róbert)
- Frici – P. I. Csajkovszkij: Diótörő (rendező: Szőnyi Kató, felújítás: Meczner János)
- "befalazva" – in memoriam Ország Lili (rendező: Gergye Krisztián)
- Perri, Varjú, Fácáncsibék – Felix Salten-Hársing Hilda: Bambi (rendező: Szilágyi Bálint)
- Dániel András-Kautzky-Dallos Máté: Mit keresett Jakab az ágy alatt? (rendező: Szenteczki Zita)

## Film és sorozatszerepei
- Nyitva – Rúdtánciskolás nő (film, 2018)
- A Nagy Fehér Főnök – Recepciósnő (sorozat, 2022)
- A renitens – Szandra (sorozat, 2025)

## Díjai, elismerései
- Gundel művészeti díj (2012)
- Soós Imre-díj (2015)
- Havas-B. Kiss-díj (2017)